# Albert De Cleyn
Albert "Bert" Antonia Gustaaf De Cleyn (ur. 28 czerwca 1917 w Mechelen  – zm. 13 września 1990) – belgijski piłkarz grający na pozycji napastnika. Był reprezentantem Belgii.

## Kariera klubowa
Całą swoją karierę piłkarską De Cleyn spędził w klubie Royal FC Malinois. Zadebiutował w nim w 1933 roku w pierwszej lidze belgijskiej i grał w nim do końca sezonu 1954/1955. Wraz z Royalem wywalczył trzy mistrzostwa Belgii w sezonach 1942/1943, 1945/1946 i 1947/1948 oraz wicemistrzostwo w sezonie 1953/1954. Dwukrotnie był też królem strzelców belgijskiej ligi. W sezonie 1941/1942 strzelił w niej 34 gole, a w sezonie 1945/1946 - 40 goli.

## Kariera reprezentacyjna
W reprezentacji Belgii De Cleyn zadebiutował 19 stycznia 1946 roku w przegranym 0:2 towarzyskim meczu z Anglią, rozegranym w Londynie. Od 1946 do 1948 roku rozegrał 12 meczów i strzelił 9 goli w kadrze narodowej.